# Ivan Sutherland
Ivan Edward Sutherland (Hastings, 16 de maio de 1938) é um informático estadunidense.
É um dos pioneiros da Internet.
Desenvolveu o Head-Mounted-display, em 1968.
Criou o Sketchpad, em 1963, uma aplicação gráfica inovadora.
Em 2012 recebeu o Prêmio Kyoto por "realizações pioneiras no desenvolvimento da computação gráfica e interfaces interativas".

## Prémios
- Prêmio Pioneiro da Computação (1985)
- Prêmio Emanuel R. Piore IEEE (1986)
- Prêmio Turing (1988)
- Prêmio Software System ACM (1993)
- EFF Pioneer Award (1994)
- Medalha John von Neumann IEEE (1998)
- Prêmio Kyoto (2012)
- National Inventors Hall of Fame (2016)
- Prêmios Fundação BBVA Fronteiras do Conhecimento (2018)

## Patentes
Sutherland detém mais de 60 patentes, incluindo:
- US Patent 7,636,361 (2009) Apparatus and method for high-throughput asynchronous communication with flow control
- US Patent 7,417,993 (2008) Apparatus and method for high-throughput asynchronous communication
- US Patent 7,384,804 (2008) Method and apparatus for electronically aligning capacitively coupled mini-bars
- US patent 3,889,107 (1975)  System of polygon sorting by dissection
- US patent 3,816,726 (1974) Computer Graphics Clipping System for Polygons
- US patent 3,732,557 (1973) Incremental Position-Indicating System
- US patent 3,684,876 (1972) Vector Computing System as for use in a Matrix Computer
- US patent 3,639,736 (1972) Display Windowing by Clipping